# Herb Niemiec
Herb Niemiec – jeden z obowiązujących symboli Niemiec, obok m.in. flagi i hymnu. Kolorystyka państwowego herbu niemieckiego odpowiada fladze Republiki Federalnej Niemiec.
Ustawa Zasadnicza Republiki Federalnej Niemiec nie wspomina o herbie. Stosowanie w tym charakterze wizerunku orła, mające długą tradycję, zostało usankcjonowane obwieszczeniem prezydenta z 20 stycznia 1950.

## Wygląd
Herb przedstawia czarnego orła z głową odwróconą w prawo (heraldycznie), czerwonym dziobem i szponami tego koloru, na złotej tarczy. Skrzydła orła uniesione są do wysokości głowy, jednocześnie mając skierowane w dół lotki.

## Historia
Orzeł jako godło historią sięga starożytności, kiedy był symbolem cesarzy rzymskich. Również pierwszy frankijski średniowieczny cesarz rzymski, Karol Wielki, gromadzący w swym rozległym imperium narody germańskie, na szczycie pałacu w Akwizgranie – według relacji Richera z Reims i Thietmara z Merseburga – umieścił rzeźbę orła. Ten metalowy, prawdopodobnie pozłacany orzeł, miał przetrwać do czasów cesarza Henryka IV.
Po rozpadzie Imperium Karolińskiego czarny, dwugłowy orzeł na złotej tarczy herbowej pozostał znakiem niemieckich cesarzy Świętego Cesarstwa Rzymskiego. W pierwszym okresie był to złoty orzeł na czarnej tarczy, cesarz Fryderyk II odwrócił barwy herbowe, od tego momentu orzeł był czarny, a pole było koloru złotego. Jeden z jego następców, Zygmunt Luksemburski, zastąpił orła jego dwugłowym odpowiednikiem, co dodatkowo miało podkreślać wyjątkowość władzy cesarskiej.
Herb ten obowiązywał do roku 1806. Po rozwiązaniu Świętego Cesarstwa Rzymskiego symbol dwugłowego, czarnego orła na złotym tle przejęli Habsburgowie, jako herb Austrii, z tą różnicą, że dziób i szpony orła były złote. Zmodyfikowany herb Cesarstwa Austrii miał podkreślać prawa Wiednia do schedy po I Rzeszy.
Na kongresie wiedeńskim w 1815 w miejsce I Rzeszy utworzono Związek Niemiecki, na którego czele stała Austria. W marcu 1848, podczas Wiosny Ludów zmodyfikowany orzeł cesarski stał się symbolem niemieckiego dążenia do zjednoczenia, będąc herbem Związku.
Gdy nastąpiło zjednoczenie Niemiec w 1871 i gdy powstała II Rzesza, za godło przyjęto czarnego, jednogłowego orła w polu białym, Prus i dynastii Hohenzollernów. Orzeł ten został obrany za herb w 1701 przez elektora brandenburskiego, Fryderyka III podczas koronacji w Królewcu na „Króla w Prusach”. Według przypuszczeń może on pochodzić od śląskiego godła obecnego w należącym do Hohenzollernów śląskim księstwie krośnieńskim. Bardziej prawdopodobne wydaje się jednak nawiązanie do herbu Księstwa Pruskiego, nadanego przez jego suwerena, króla polskiego Zygmunta I Starego, podczas hołdu pruskiego 1525. W czasie koronacji Fryderyk III ustanowił także Order Orła Czarnego.
Po upadku II Rzeszy w Niemczech powstała republika. Od 1919 czarny, jednogłowy orzeł był herbem Republiki Weimarskiej, orzeł ten miał opuszczone lotki, co wyrażało nieimperialistyczne zamierzenia nowego państwa.
Po dojściu w 1933 do władzy narodowych socjalistów herb Republiki Weimarskiej zastąpiony został od 1935 przez symbol NSDAP – czarnego orła z szeroko rozpostartymi skrzydłami, trzymającego w szponach wieniec z liści dębu, w którego środku znajduje się swastyka. Symbol ten obowiązywał do upadku III Rzeszy w 1945.

## Galeria

Herb Akwizgranu, miasta koronacyjnego królów niemieckich
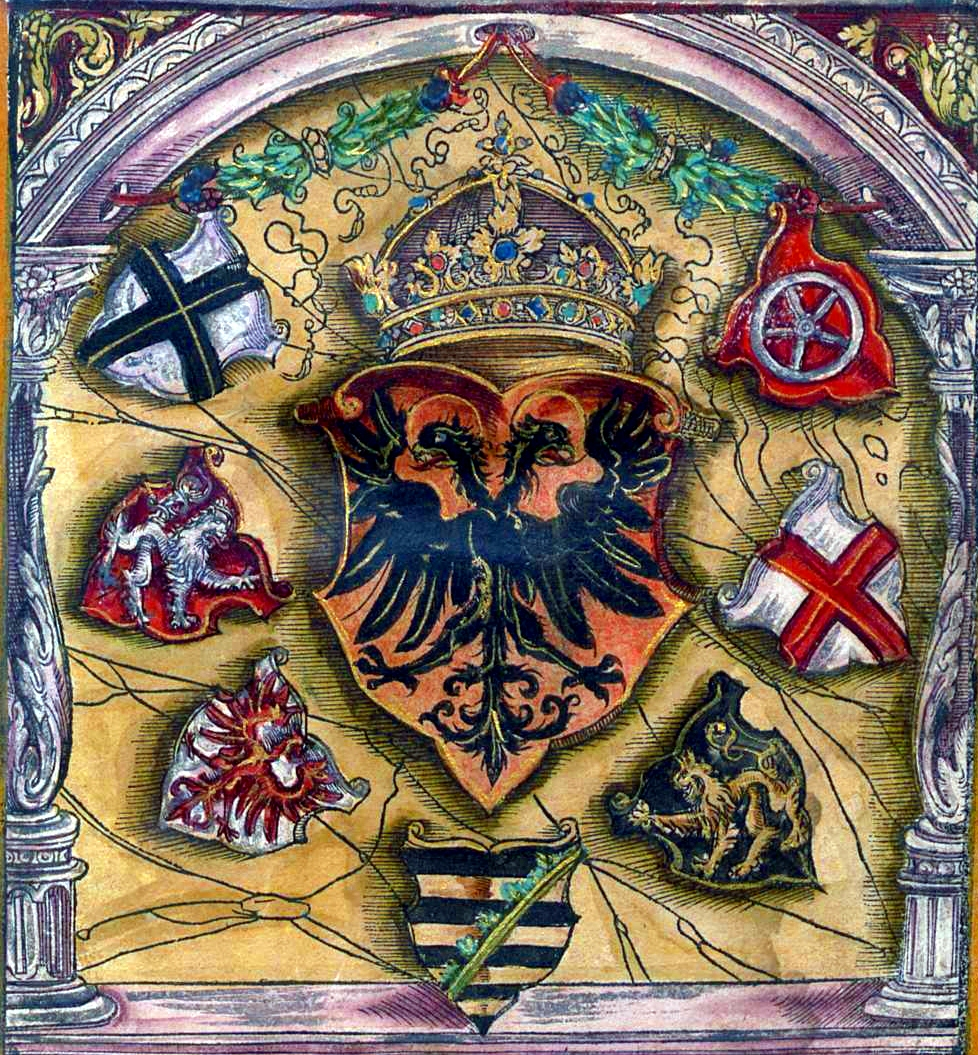
Herb Świętego Cesarstwa Rzymskiego z herbami elektorów
Herb Cesarstwa Austrii
Herb Królestwa Prus
Herb Związku Niemieckiego
Herb Związku Północnoniemieckiego
Herb Cesarstwa Niemieckiego
Pierwszy herb Republiki Weimarskiej
Godło III Rzeszy

## Współczesność

Godło NRD

Po II wojnie światowej powstały dwa państwa niemieckie: zachodnia Republika Federalna Niemiec i wschodnia Niemiecka Republika Demokratyczna. Władze NRD zerwały z tradycją godła niemieckiego i wprowadziły symbolikę socjalistyczną. Młot symbolizował robotników, cyrkiel – naukowców i inteligencję, a kłosy – chłopów.
Tradycyjnego orła jako znak niemieckiej tradycji i historii w 1950 przywróciła RFN. Nawiązano do herbu Republiki Weimarskiej wprowadzając jedynie drobne zmiany. Zmodyfikowane wersje obecnego herbu widnieją także na flagach rządowych, sztandarze prezydenckim oraz w emblematach instytucji federalnych. Istnieje również jeszcze jedna wersja Orła Federalnego obecna w głównej sali posiedzeń Bundestagu w budynku Reichstagu, a także na monetach o nominałach 1 i 2 Euro; potocznie nazywana Fette Henne, po polsku – tłusta kura.

## Galeria

Bundesadler instytucji federalnych
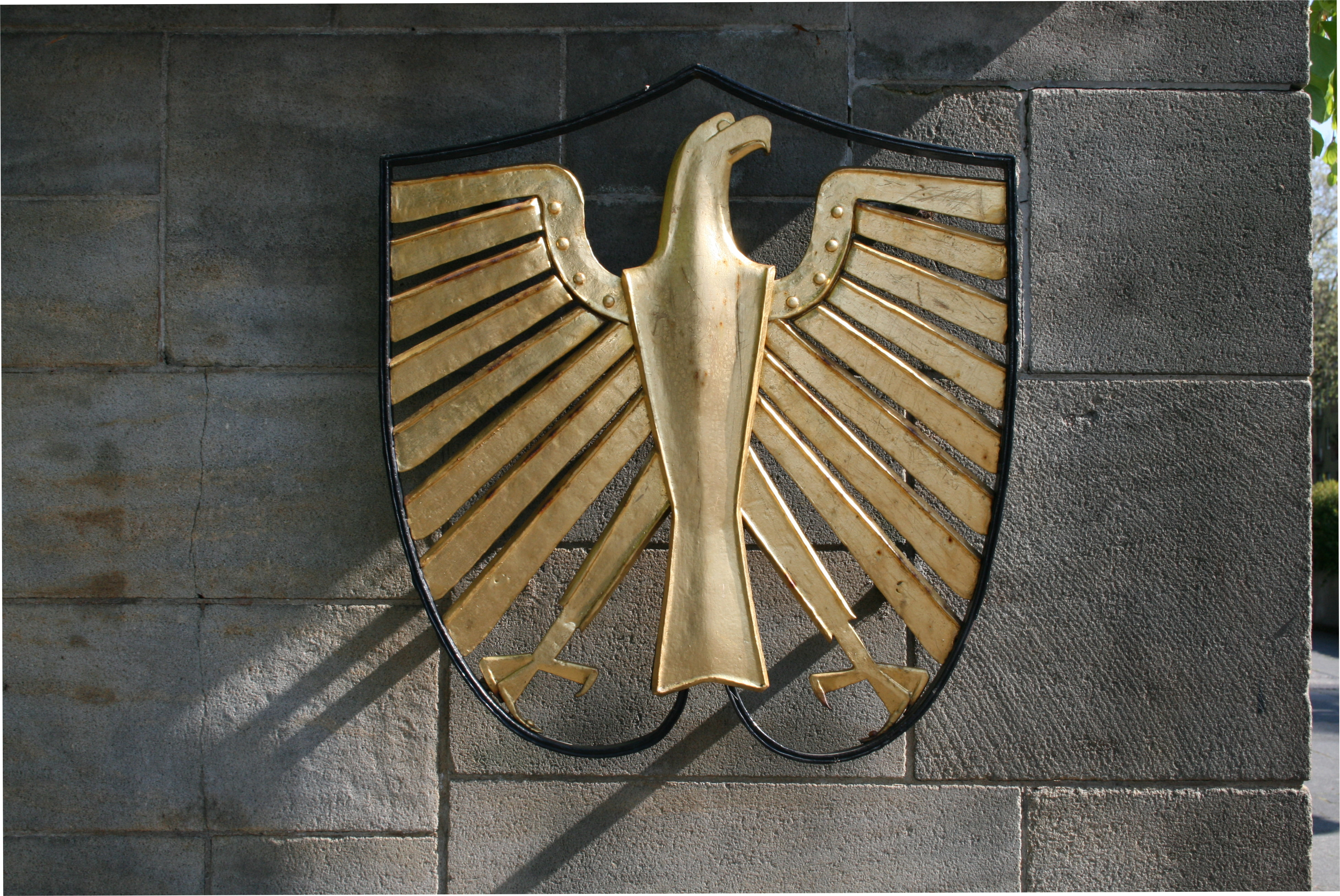
Godło Niemiec przy wjeździe do Willi Hammerschmidt – siedziby Prezydenta Republiki; orzeł zwrócony niestandardowo – w lewo
Orzeł Federalny Bundesratu
Orzeł Federalny Bundestagu